# گردنه همه‌کسی
گردنهٔ همه‌کسی یکی از گردنه‌های معروف کوه الوند در استان همدان است. این گردنه مابین شهرستان بهار و قروه واقع شده و ارتفاع آن به ۱۵۶۵ متر می‌رسد.